# 美国海军66号直升机
美国海军66号直升机（英語：Helicopter 66）是一架美国军用SH-3海王型直升机，由西科斯基飞机公司生产，在著名的阿波罗登月计划中，66号直升机被用于在海上搜救宇航员。它于1967年开始服役，直到发生事故坠毁前都在美国海军直升机反潜第四中队的装备序列。此直升机后来改变编号为740号直升机，于1975年6月4日在太平洋上空坠毁。其记录飞行时长达3,245.2小时。

## 设计
66号直升机属SH-3D型直升机，设计用于反潜作战，通常最多搭载4人（1名飞行员和3名乘客）。其动力由两部通用电气T-58涡轮轴发动机提供，每部的最大功率达1,400匹馬力（1,000千瓦特）。SH-3D型直升机的极速为120節（220每小時；140英里每小時），任务耐久时间4.5小时，最大容许重量约20,500英磅（9,300），最大有效载荷约6,000英磅（2,700）。在执行反潜作战时，SH-3D型直升机一般携带Mk 46型鱼雷。

## 服役生涯

### 早期生涯

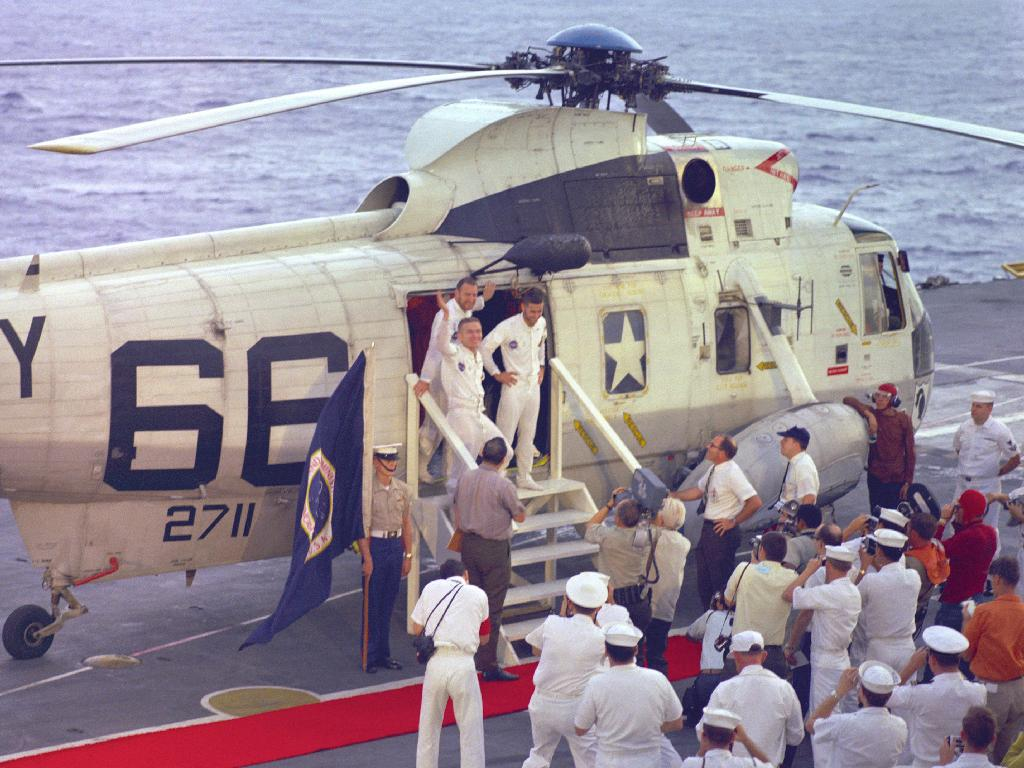
离开66号直升机的阿波罗8号乘员正在登临约克敦号航空母舰，1968年

美国海军在1967年3月4日接收这架直升机，次年将其加入直升机反潜第四中队（HSC-4），其最初的机尾编号是NT-66/2711。HSC-4成立于1952年6月30日，又被称为“黑色骑士”，是美国海军首个直升机反潜中队。他们自1968年起，用SH-3D型直升机代替SH-3A型。同年，HSC-4加入航空母舰反潜第59飞行大队，登上正在日本海的约克镇号航空母舰，作为对朝鲜人民军扣押普韦布洛号通用环境研究舰的回应，后又被美国国家航空航天局指派搜救阿波罗计划中返回地球后落水的宇航员。

### 阿波罗计划

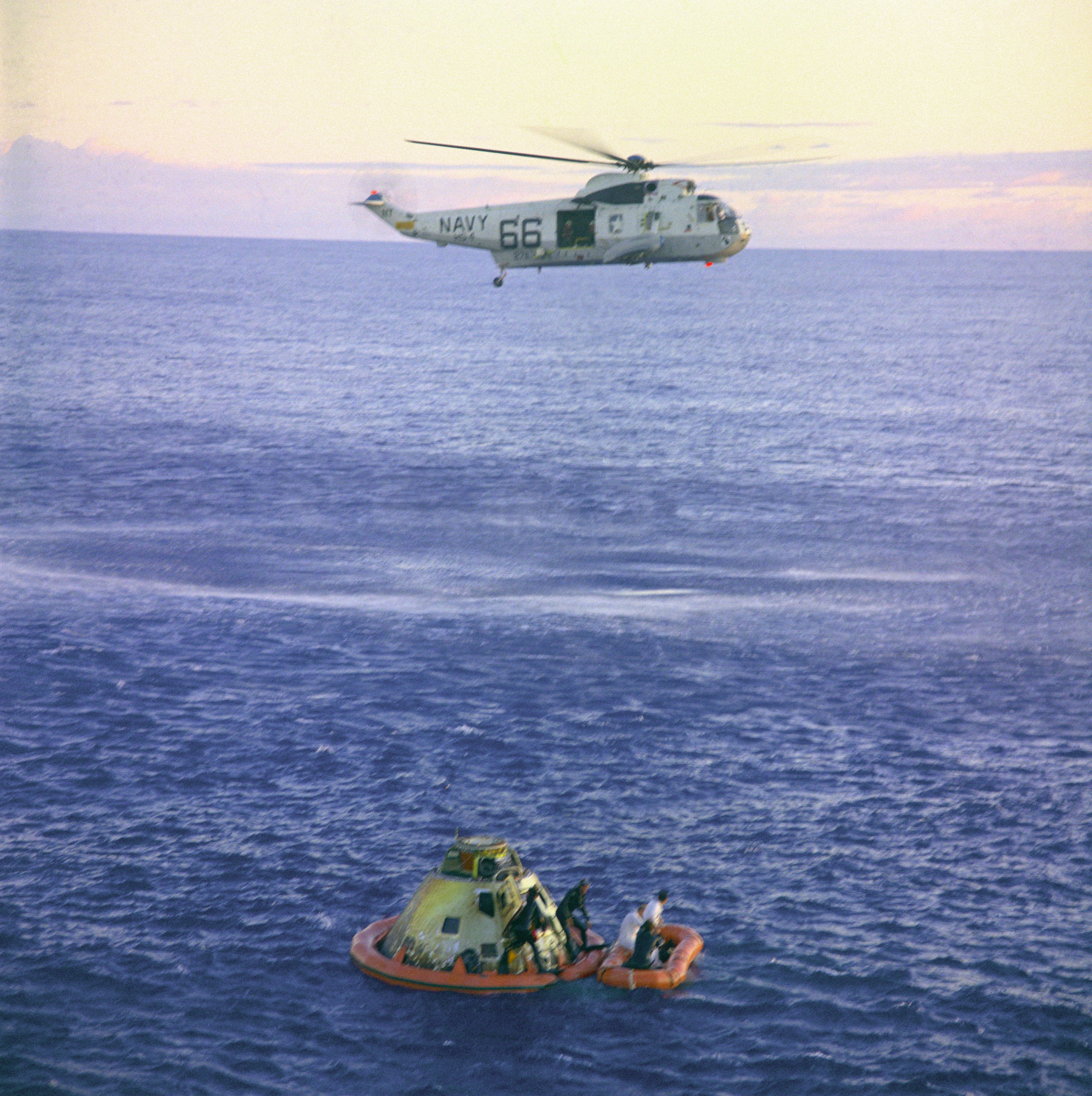
正在搜救阿波罗10号宇航员的66号直升机，1969年

在阿波罗8号、阿波罗10号和阿波罗11号任务期间，66号直升机是宇航员返回地面、离开飞船后搭乘的首要搜救用载具。它频繁出现在电视报道和摄影作品中，用航太历史学者德韦恩·戴伊的话说，成为了“有史以来最著名、或者说最具标志性的直升机之一”。初次搜救阿波罗8号时担任机长、之后的第三舰队司令唐纳德·S·琼斯一年后又执飞了搜救阿波罗11号的任务。
| 任务       | 日期           | 舰艇               | 机长          |
| ---------- | -------------- | ------------------ | ------------- |
| 阿波罗8号  | 1968年12月27日 | 约克镇号航空母舰   | 唐纳德·S·琼斯 |
| 阿波罗10号 | 1969年5月26日  | 普林斯顿号航空母舰 | 查克·B·斯迈利 |
| 阿波罗11号 | 1969年7月24日  | 大黄蜂号航空母舰   | 唐纳德·S·琼斯 |
| 阿波罗12号 | 1969年11月24日 | 大黄蜂号航空母舰   | 沃伦·E·奥特   |
| 阿波罗13号 | 1970年7月17日  | 硫磺岛号两栖突击舰 | 查克·B·斯迈利 |

阿波罗11号任务结束后，美国海军采用了新的三位数编号方式，66号直升机改名为740号直升机。因为这架直升机久负盛誉，海军在每次指派其出任务前都把机身涂装成66号，任务结束后再涂装回去。执行搜救宇航员任务期间，每次成功搜救后机身就涂上一个太空舱形状的胜利标志。在成功救援了实现人类首次登上月球壮举的阿波罗11号宇航员后，机身下部装饰了“赞美哥伦比亚”（Hail Columbia）的文字。

### 坠毁
至1973年，HSC-4和66号直升机转移到小鹰号航空母舰上服役。同年，66号直升机在小鹰号航空母舰穿行印度洋时接送伊朗当时的君主穆罕默德-礼萨·巴列维。
1975年6月4日晚7点左右，这架已改名为740号的直升机飞离加利福尼亚州圣迭戈的飞行场，预定飞往离岸训练场进行三小时反潜训练。因声纳系统故障，740号直升机在约晚9时33分时撞击水面，分解后落入海中。机上的四人被美国海岸警卫队救起，并送往医院，其中机长不久后因伤势过重死亡。由于美国海军将此事故列为高度机密，直至2017年，具体的坠机原因仍然不明。机身残骸沉入约800英尋（4,800英尺；1,500）的海底。根据日志，66号直升机的一生中有3245.2小时在飞行，坠毁的时刻距离上次大修已有183.6小时。
虽然66号直升机已坠毁，但其仍然是美国海军的营产。2004年曾有出于私人利益打捞保存该直升机的想法，最终未能实现。

## 艺术创作

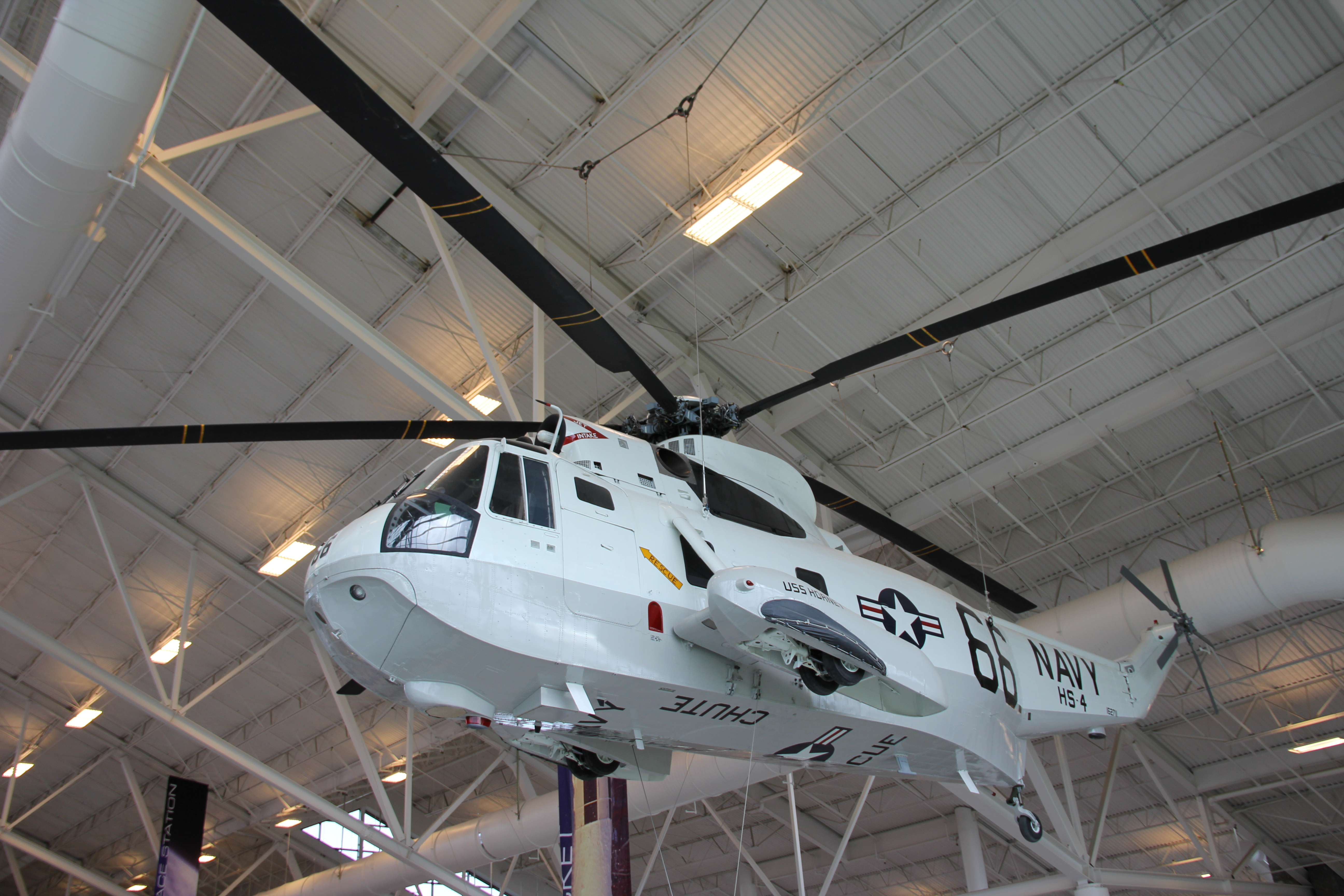
常青树航太博物馆展出的66号直升机复制品，2011年

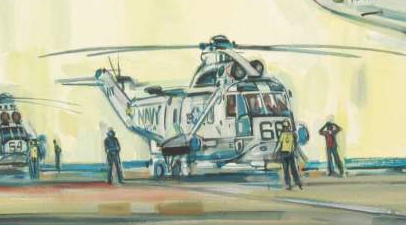
汤姆·奥哈拉在1989年创作的油画

由于66号直升机的丰功伟绩，其坠毁前后都被人们纪念。在美国国家航空航天局的倡议下，画家汤姆·奥哈拉在1969年创作了一幅66号直升机的油画。此后，这幅画被美国国家航空航天博物馆封存。
德国歌手玛努艾拉在1969年9月发布了名为《美国海军66号直升机》的单曲，其中混入了66号直升机运转的声音。次年，比利时歌手萨曼莎翻唱了这首歌曲。
20世纪70年代早期，玩具厂商Dinky Toys发布了一系列涂有66号直升机涂装的压铸玩具直升机，并配有一个可以拉起塑料太空舱模型的绞盘。
66号直升机的复制品在位于俄勒冈州的常青树航空航天博物馆圣迭戈的中途岛号博物馆和加州阿拉米达的大黄蜂号博物馆展出。在大黄蜂号博物馆中展示的是一架曾在电影《阿波罗13号》中出镜的已从美国海军退役的海王号直升机。

## 附录

### 注解
1. ↑  早期美国航天工程技术不能消除太空舱自由落体在地面带来的冲击，直到后来发明了在接近地面时点火的减速火箭（英语：Retrorocket）才解决这一问题。在水面着陆则只需要降落伞而不需要减速火箭来克服冲击。[7]
2. ↑  这是因为阿波罗11号的太空舱名称叫做“哥伦比亚”。时任美国总统理查德·尼克松在66号直升机搜救本次任务的宇航员时命令乐队在大黄蜂号上演奏《哥伦比亚，大洋之宝（英语：Columbia, the Gem of the Ocean）》。[14][15]“哥伦比亚”一词是为了纪念美洲大陆的发现者克里斯托弗·哥伦布，但本文所述哥伦比亚属于美国的国家化身，和南美洲国家哥伦比亚无直接关系。